# Dorival Guidoni Junior
Dorival Guidoni Junior', conegut com a Doriva, (Mirassol, 28 de maig de 1972) és un futbolista brasiler, que ocupa la posició de migcampista.
Inicia la seua trajectòria als equips brasilers de São Paulo i Atlético Mineiro. El 1997 dona el salt a Europa per militar al FC Porto. Posteriorment hi jugaria la lliga italiana (Sampdoria), espanyola (Celta de Vigo) i anglesa (Middlesbrough). El 2006, després de no reeixir la seua incorporació al Blackpool, retorna al seu país per jugar amb l'América-SP.

## Selecció
Doriva ha estat internacional amb la canarinha en 35 ocasions, marcant quatre gols. Va participar en el Mundial de 1998, així com a la Copa d'Or de la Concacaf del mateix any i a la Copa Confederacions de 1997.